# Psilocybe clavata
Psilocybe clavata es una especie de hongo de la familia Hymenogastraceae. Se conoce solo de México.

## Taxonomía
Psilocybe clavata fue descrita como nueva para la ciencia por el micólogo mexicano Gastón Guzmán, y la descripción publicada en la revista científica Beihefte zur Nova Hedwigia 74: 307 en 1983. 
Sinónimos
- Psilocybe clavatum Guzmán, 1983 (variante ortográfica)